# Dieffenbach-au-Val
Pour les articles homonymes, voir Dieffenbach et Val.
Dieffenbach-au-Val est une commune française située dans la circonscription administrative du Bas-Rhin et, depuis le 1er janvier 2021, dans le territoire de la Collectivité européenne d'Alsace, en région Grand Est.
Cette commune se trouve dans la région historique et culturelle d'Alsace.

## Géographie

### Localisation
Implantée sur la rive droite du Giessen, la commune de Dieffenbach-au-Val  est partagée en trois parties bien distinctes dont la superficie globale atteint 295 ha. La première partie du secteur englobe la vallée alluviale du Giessen qui se rétrécit pour rejoindre l'endroit granitique du Petit et du Grand Hollé. L'autre partie traversée par le ruisseau qui descend de la Basse Nicole vers le Hollé. Enfin un autre secteur rejoint le massif de l'Altenberg dont Dieffenbach-au-Val ne couvre que la partie de basse altitude située à 550 m et les crêtes situées sur le territoire de la commune de Neubois. Le village s'étale entre 280 et 300 mètres d'altitude. Il est rejoint en partie par le hameau de Hirzelbach situé dans un vallon à mi-chemin de Dieffenbach-au-Val et Neuve-Église.

### Communes limitrophes
| Neuve-Église | Saint-Maurice      | Thanville |
| Neubois      | Dieffenbach-au-Val | Neubois   |
| Neubois      | Neubois            | Neubois   |

### Écarts et lieux-dits
- Hirtzelbach (hameau).

### Hydrographie

#### Réseau hydrographique
La commune est dans le bassin versant du Rhin au sein du bassin Rhin-Meuse. Elle est drainée par le Giessen et le ruisseau Dumpfenbach,.
Le Giessen, d'une longueur de 34 km, prend sa source dans la commune de Urbeis et se jette  dans l'Ill à Ebersmunster, après avoir traversé 18 communes. 

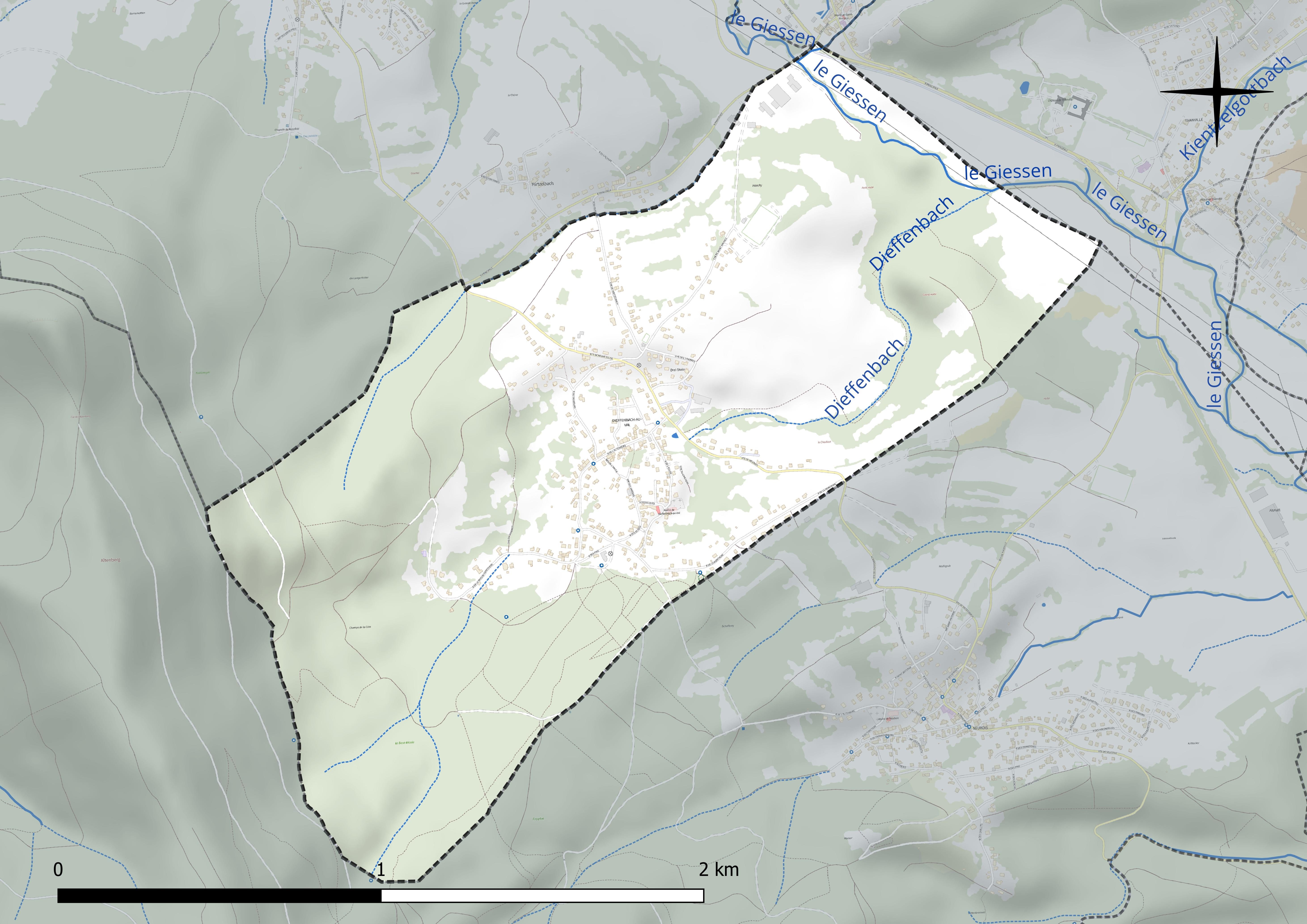
Réseau hydrographique de Dieffenbach-au-Val.

#### Gestion et qualité des eaux
Le territoire communal est couvert par le schéma d'aménagement et de gestion des eaux (SAGE) « Giessen Liepvrette ». Ce document de planification concerne les bassins versants du Giessen et de la Lièpvrette.  Son périmètre s’étend sur 317 km2. Il a été approuvé le 13 avril 2016. La structure porteuse de l'élaboration et de la mise en œuvre est le Syndicat des eaux et de l'assainissement Alsace Moselle. 
La qualité des cours d’eau peut être consultée sur un site dédié géré par les agences de l’eau et l’Agence française pour la biodiversité. 

### Climat
Pour des articles plus généraux, voir Climat du Grand Est et Climat du Bas-Rhin.
En 2010, le climat de la commune est de type climat des marges montargnardes, selon une étude du Centre national de la recherche scientifique s'appuyant sur une série de données couvrant la période 1971-2000. En 2020, Météo-France publie une typologie des climats de la France métropolitaine dans laquelle la commune est exposée à un climat semi-continental et est dans la région climatique  Vosges, caractérisée par une pluviométrie très élevée (1 500 à 2 000 mm/an) en toutes saisons et un hiver rude (moins de 1 °C). 
Pour la période 1971-2000, la température annuelle moyenne est de 10,2 °C, avec une amplitude thermique annuelle de 17,6 °C. Le cumul annuel moyen de précipitations est de 793 mm, avec 9,3 jours de précipitations en janvier et 10,4 jours en juillet. Pour la période 1991-2020, la température moyenne annuelle observée sur la station météorologique de Météo-France la plus proche, « Ville », sur la commune de Villé à 4 km à vol d'oiseau, est de 11,3 °C et le cumul annuel moyen de précipitations est de 957,7 mm. 
La température maximale relevée sur cette station est de 39,5 °C, atteinte le 13 août 2003 ; la température minimale est de −19 °C, atteinte le 7 février 1991,,. 
Les paramètres climatiques de la commune ont été estimés pour le milieu du siècle (2041-2070) selon différents scénarios d'émission de gaz à effet de serre à partir des nouvelles projections climatiques de référence DRIAS-2020. Ils sont consultables sur un site dédié publié par Météo-France en novembre 2022.

## Urbanisme

### Typologie
Au 1er janvier 2024, Dieffenbach-au-Val est catégorisée bourg rural, selon la nouvelle grille communale de densité à sept niveaux définie par l'Insee en 2022.
Elle est située hors unité urbaine. Par ailleurs la commune fait partie de l'aire d'attraction de Sélestat, dont elle est une commune de la couronne,. Cette aire, qui regroupe 37 communes, est catégorisée dans les aires de 50 000 à moins de 200 000 habitants,.

### Occupation des sols
L'occupation des sols de la commune, telle qu'elle ressort de la base de données européenne d’occupation biophysique des sols Corine Land Cover (CLC), est marquée par l'importance des forêts et milieux semi-naturels (50,9 % en 2018), une proportion identique à celle de 1990 (50,9 %). La répartition détaillée en 2018 est la suivante : 
forêts (50,9 %), zones agricoles hétérogènes (16,8 %), prairies (16,2 %), zones urbanisées (16,1 %). L'évolution de l’occupation des sols de la commune et de ses infrastructures peut être observée sur les différentes représentations cartographiques du territoire : la carte de Cassini (XVIIIe siècle), la carte d'état-major (1820-1866) et les cartes ou photos aériennes de l'IGN pour la période actuelle (1950 à aujourd'hui).

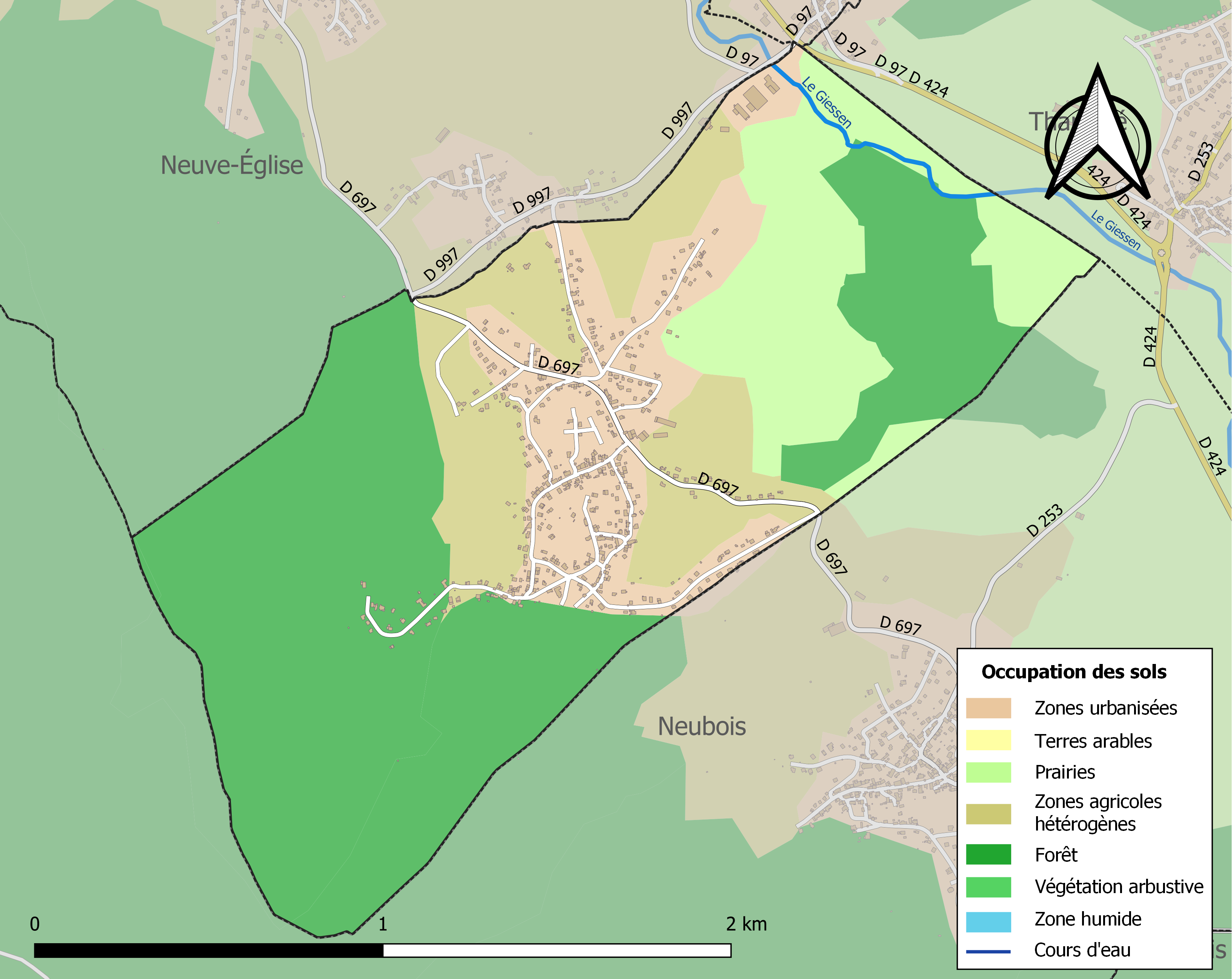
Carte des infrastructures et de l'occupation des sols de la commune en 2018 (CLC).

## Toponymie
L'étymologie du nom du village n'a pratiquement pas changé au cours des siècles. On trouve Dieffenbach dès 1336, puis en 1336, puis en  1359, 1369, ensuite Tifenbas (1690). Par la suite on a rajouté au-Val pour ne pas confondre son homonyme Dieffenbach-lès-Wœrth. Un toponyme germanique, Dieffenbach, est donc complété par le français « au Val ». Un exemple concret du bilinguisme qui montre que l'Alsace constitue une zone de contact entre les civilisations germanique et française. Que signifie ce nom ? L'interprétation populaire « rivière profonde » ne correspond guère au site du village dont une partie s'étire le long d'un ruisseau peu encaissé. Dieffenbach-au-Val est situé dans l'avant-vallée aux pentes douces ; la rivière n'est ni profonde, ni abondante, et quasiment à sec en été.

## Histoire

### Un village faisant partie de la seigneurie de Frankenbourg
Les premières mentions écrites se trouvent dans un document de 1336 et dans un acte de vente de 1359, mais l'origine de l'existence du village n'est pas exactement connue. Une charte de 1369 nous permet de penser que le village existait déjà au XIIIe siècle. Faisant partie de la seigneurie de Frankenbourg, il en partage le destin, change de propriétaire au cours des siècles. Ce sont d'abord les comtes de Frankenbourg qui gèrent le village, le château dominant le village du Comte-Ban. À la fin du XIIe siècle le comte Siegebert IV s'établit au château de Werde, près de Matzenheim, et en prend le nom.
Le XIIIe siècle voit le déclin de cette famille qui perd une partie de ses biens qui tombent dans la mouvance de l'évêque de Strasbourg.

### Le village passe dans la propriété des comtes d'Oettingen
Le déclin s'accentue au XIVe siècle et par mariage, le château et le village deviennent la propriété des comtes d'Oettingen. La commune de Dieffenbach choisira d'ailleurs comme armoiries celles des Oettingen. Les comtes d'Oettingen vendent en 1359 leur seigneurie du Frankenbourg à l'évêque de Strasbourg qui en reste propriétaire jusqu'en 1489. À ce moment-là, l'ensemble du Comte-Ban, et donc Dieffenbach, est acquis par le Grand Chapitre de la cathédrale de Strasbourg et cela jusqu'à la Révolution.

### La guerre de Trente Ans
Dieffenbach connaît le sort des autres villages de la vallée et les malheurs de la guerre de Trente Ans. Les troupes étrangères déferlent sur la région à partir de 1632. Ce conflit a pour origine l'antagonisme politique entre la maison d'Autriche, l'électeur palatin Frédéric, roi de Bohême, les rois du Danemark et de Suède, secrètement soutenus par Richelieu. Les hostilités commencent en 1618 et s'achèvent, après l'entrée en scène de la France, par la paix de Westphalie en 1648. À la veille de ce conflit le village comptait 14 familles de bourgeois ; en 1649, il ne reste que trois manants et une veuve ; cinq maisons sont encore habitables sur les quatorze édifiées avant 1618.

### Le village se repeuple
Dans la deuxième moitié du XVIIe siècle le village se repeuple et en, 1690, onze couples, deux veufs, une veuve et 21 enfants, soit 46 personnes, vivent à Tiefenbas ; parmi ces familles on trouve des personnes portant le nom de Four, Mathieu, Thiébault, Viné, des patronymes encore connus de nos jours. Au XVIIIe siècle la population continue d'augmenter, de nombreuses maisons en témoignent, pour atteindre 370 habitants en 1801.

### La Révolution
Le curé Kast refuse de prêter le serment de fidélité à la Constitution civile du clergé. Se sentant menacé il doit immigrer. Il meurt en 1803, quelques mois avant que le village ne soit érigé en paroisse autonome dont Neubois était jusqu'à présent la maison-mère.

### La guerre de 1870
La guerre de 1870 est faiblement ressentie à Dieffenbach-au-Val, hormis quelques combats à Thanvillé le 17 août. Des actions de harcèlements ont lieu dans cette commune contre les troupes allemandes qui en feront l'amère expérience. En signe de représailles, les cavaliers badois passablement énervés fusilleront le lendemain quelques otages originaires de Thanvillé. L'annexion allemande qui va durer quarante huit ans, aura pour conséquence un importante émigration vers les États-Unis ou la France métropolitaine.

### La guerre 1914-1918
La guerre 1914-1818 surprend tout le monde et fait voler en éclats la région encore imprégnée des traditions et coutumes du siècle précédent. Pendant la deuxième quinzaine du mois d'août 1914, des combats acharnés se produisent dans le Val. Bien que Dieffenbach ait été relativement épargné par les combats on note le passage de Bavarois qui contrôlent les allées et venues de la population.

### La Seconde Guerre mondiale

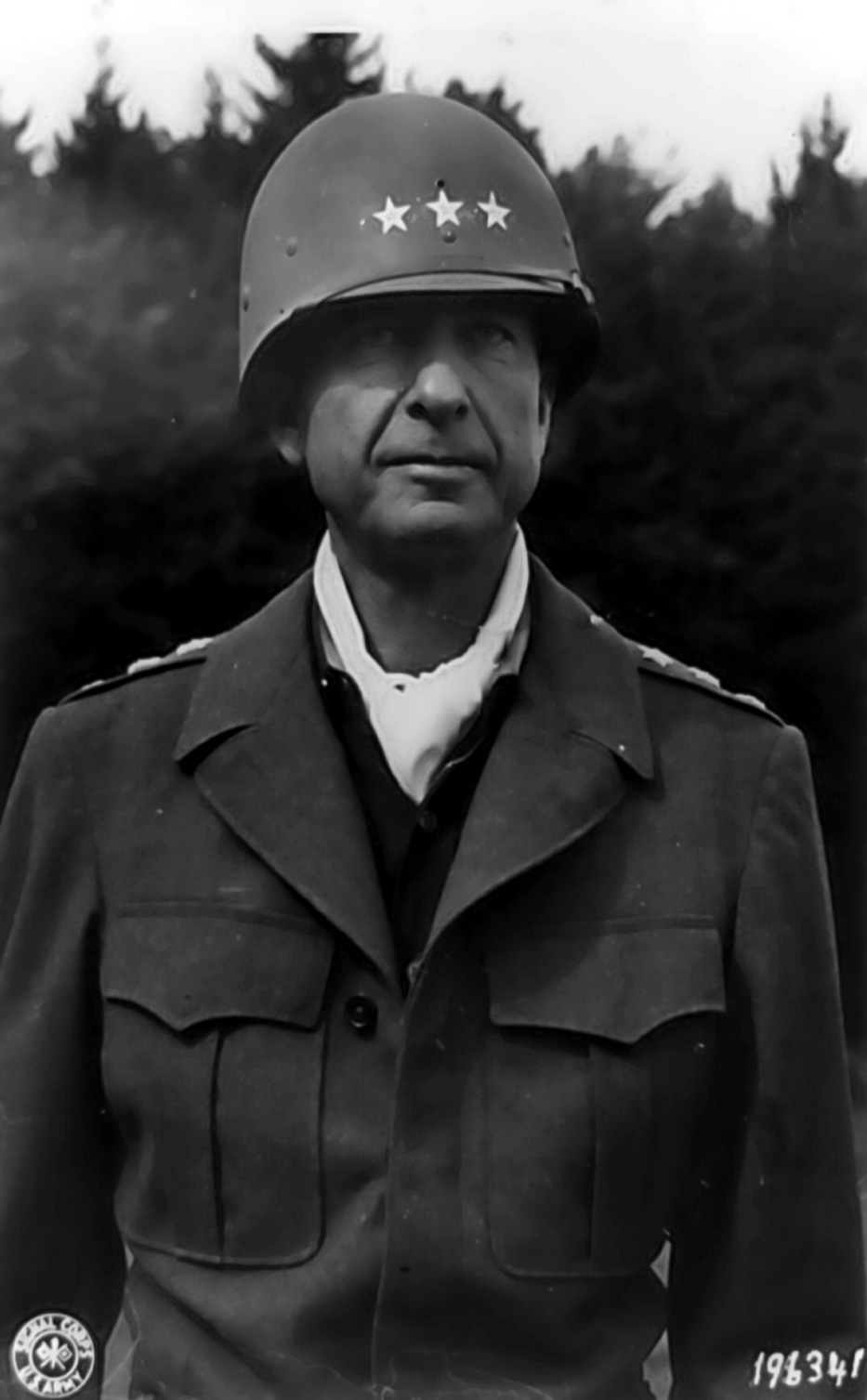
General Alexander M. Patch.

Après le franchissement du Rhin les 14 et 15 juin 1940, les troupes allemandes mettent en déroute l'armée française qui se replie vers les crêtes vosgiennes par les vallées. Les premières unités de la Wehrmacht s'installent dans la vallée. Des éléments français tentent d'interdire l'accès aux vallées du Giessen et de la Liepvrette. L'administration allemande s'installe progressivement. Nombre de jeunes gens du pays tombent sous l'uniforme que l'occupant les a contraint de revêtir ; d'autres termineront leur courte vie dans les camps de prisonniers en Russie. Beaucoup refusent de se soumettre, et au péril de leur vie et de celle de leur famille, plongent dans la clandestinité ou la Résistance. Pendant la durée de la guerre plusieurs filières d'évasion se mettent en place, grâce à la complicité de passeurs et d'habitants. Ils acheminent par la frontière des centaines d'évadés, de réfractaires ou de résistants. Ces filières ont particulièrement actives dans les secteurs de Steige-La Salcée-le Climont, ainsi que dans les fermes isolées en amont de Fouchy et Lalaye. Le Val de Villé est libéré le 26 novembre 1944 par les troupes américaines du général Alexander Patch, relayées par la Ire Armée française et les goumiers marocains. Préalablement, dès le 28 octobre 1944, des bombardements de l'aviation américaine détruisent plusieurs immeubles dans les alentours, surtout à Villé.

### Les années d'après-guerre
Les années d'après-guerre sont essentiellement marqués par la crise du textile survenue dès le printemps 1956. L'entreprise F.T.V. en situation de monopole, est contrainte de licencier 1 500 personnes ne conservant en activité qu'une seule production à Villé. La situation économique et sociale se dégrade rapidement. Le Val de Villé connaît une période noire, à tel point que la population diminue périodiquement. La reconversion est lente, délicate et précaire. Des entreprises s'installent (plasturgie, mécanique), mais un certain nombre d'entre elles disparaissent à nouveau. Le développement des migrations quotidiennes de travail, en particulier vers les entreprises du Centre-Alsace, permettent finalement à la population active du canton de se maintenir sur place.
Fondée dans un village voisin, la distillerie Massenez s'installe dans de nouveaux locaux à Dieffenbach en 1979.

## Politique et administration

### Liste des maires
| Période                                  | Période                   | Identité                                        | Étiquette | Qualité |
| ---------------------------------------- | ------------------------- | ----------------------------------------------- | --------- | ------- |
| Les données manquantes sont à compléter. |                           |                                                 |           |         |
| 2001                                     | En cours (au 31 mai 2020) | Bernard Schmitt, Réélu pour le mandat 2020-2026 |           |         |

## Population et société

### Démographie
L'évolution du nombre d'habitants est connue à travers les recensements de la population effectués dans la commune depuis 1793. Pour les communes de moins de 10 000 habitants, une enquête de recensement portant sur toute la population est réalisée tous les cinq ans, les populations de référence des années intermédiaires étant quant à elles estimées par interpolation ou extrapolation. Pour la commune, le premier recensement exhaustif entrant dans le cadre du nouveau dispositif a été réalisé en 2005.

En 2022, la commune comptait 642 habitants, en évolution de +2,39 % par rapport à 2016 (Bas-Rhin : +3,17 %, France hors Mayotte : +2,11 %).
| 1793 | 1800 | 1806 | 1821 | 1831 | 1836 | 1841 | 1846 | 1851 |
| ---- | ---- | ---- | ---- | ---- | ---- | ---- | ---- | ---- |
| 351  | 375  | 393  | 402  | 717  | 559  | 553  | 599  | 555  |

| 1856 | 1861 | 1866 | 1871 | 1875 | 1880 | 1885 | 1890 | 1895 |
| ---- | ---- | ---- | ---- | ---- | ---- | ---- | ---- | ---- |
| 521  | 561  | 559  | 569  | 513  | 494  | 454  | 452  | 454  |

| 1900 | 1905 | 1910 | 1921 | 1926 | 1931 | 1936 | 1946 | 1954 |
| ---- | ---- | ---- | ---- | ---- | ---- | ---- | ---- | ---- |
| 460  | 447  | 459  | 383  | 383  | 387  | 374  | 384  | 353  |

| 1962 | 1968 | 1975 | 1982 | 1990 | 1999 | 2005 | 2006 | 2010 |
| ---- | ---- | ---- | ---- | ---- | ---- | ---- | ---- | ---- |
| 387  | 417  | 506  | 504  | 559  | 582  | 630  | 628  | 618  |

| 2015 | 2020 | 2022 | - | - | - | - | - | - |
| ---- | ---- | ---- | - | - | - | - | - | - |
| 628  | 633  | 642  | - | - | - | - | - | - |

## Culture locale et patrimoine

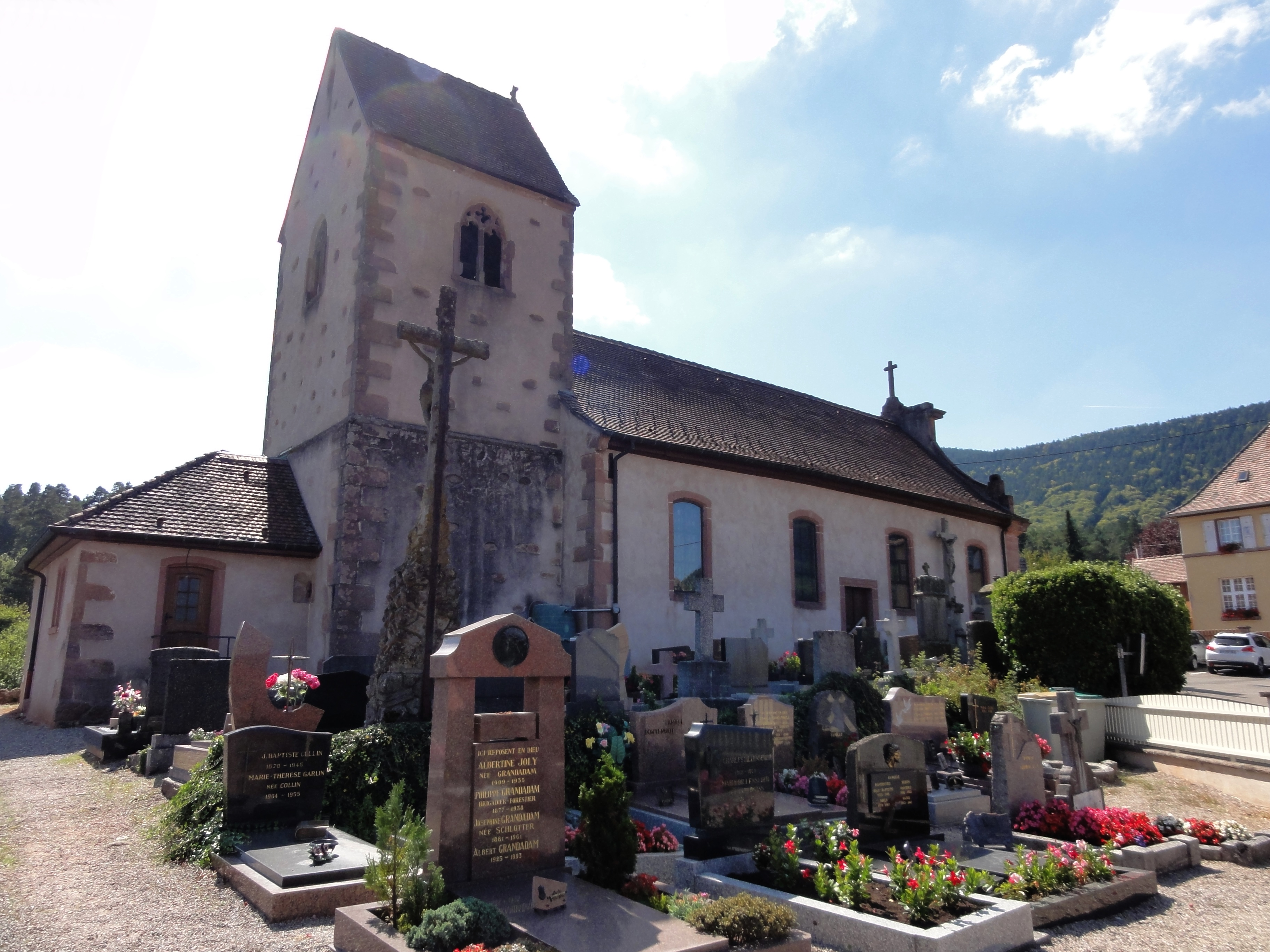
L'église Saint-Laurent de Dieffenbach-au-Val.

### Lieux et monuments

#### Église Saint-Laurent
Dieffenbach-au-Val possède probablement l'église la plus ancienne du Val de Villé. Elle est d'ailleurs inscrite pour partie dans l'inventaire supplémentaire des Monuments historiques. Sa forme actuelle date pour l'essentiel de 1785, mais la base de la tour-chœur, deux assisses de pierre semblent constituer les vestiges de l'ancienne chapelle Saint-Laurent de 1369. Cachées sous le toit de la nef, des traces de raccordement de charpente à la tour permettent d'imaginer les différentes étapes de l'évolution de l'église.
De l'ancienne église gothique, il ne reste que la fenêtre située au sud du chœur, sans doute l'une des plus belles de la vallée. L'étage supérieur du chœur est percé de quatre baies, elles aussi de style gothique tardif, avec remplage flamboyant. Ce niveau abrite trois cloches baptisées respectivement Joseph, Laurent et Odile (Causard 1924). La troisième fondue en 1835 par Edel de Strasbourg porte les effigies de Marie, saint Jean au pied de la croix, saint Roch et saint Paul.
La tour est couverte d'un toit à bâtière (à deux pans). Sur le mur oriental du chœur a été dégagé en 1986 un oculus en forme d'entonnoir, aux parois galbées, taillé dans un seul bloc de grès. Il se rétrécit vers l'intérieur et est protégé à l'extérieur par une croix en fer scellée dans la pierre, à l'intérieur par une croix de Saint-André, protégeant ainsi de toute intention malveillante le tabernacle mural.

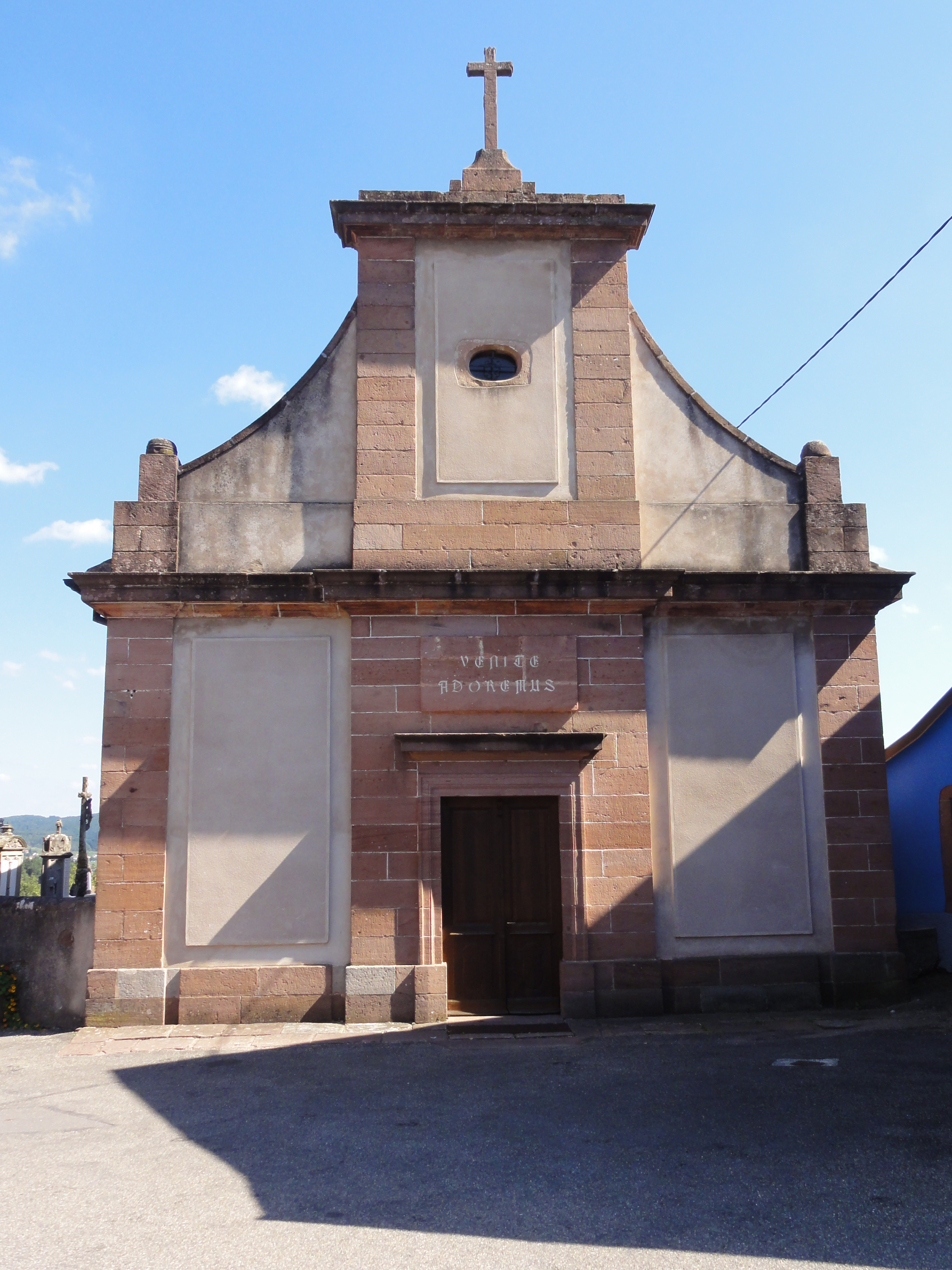
Portail néo-classique.
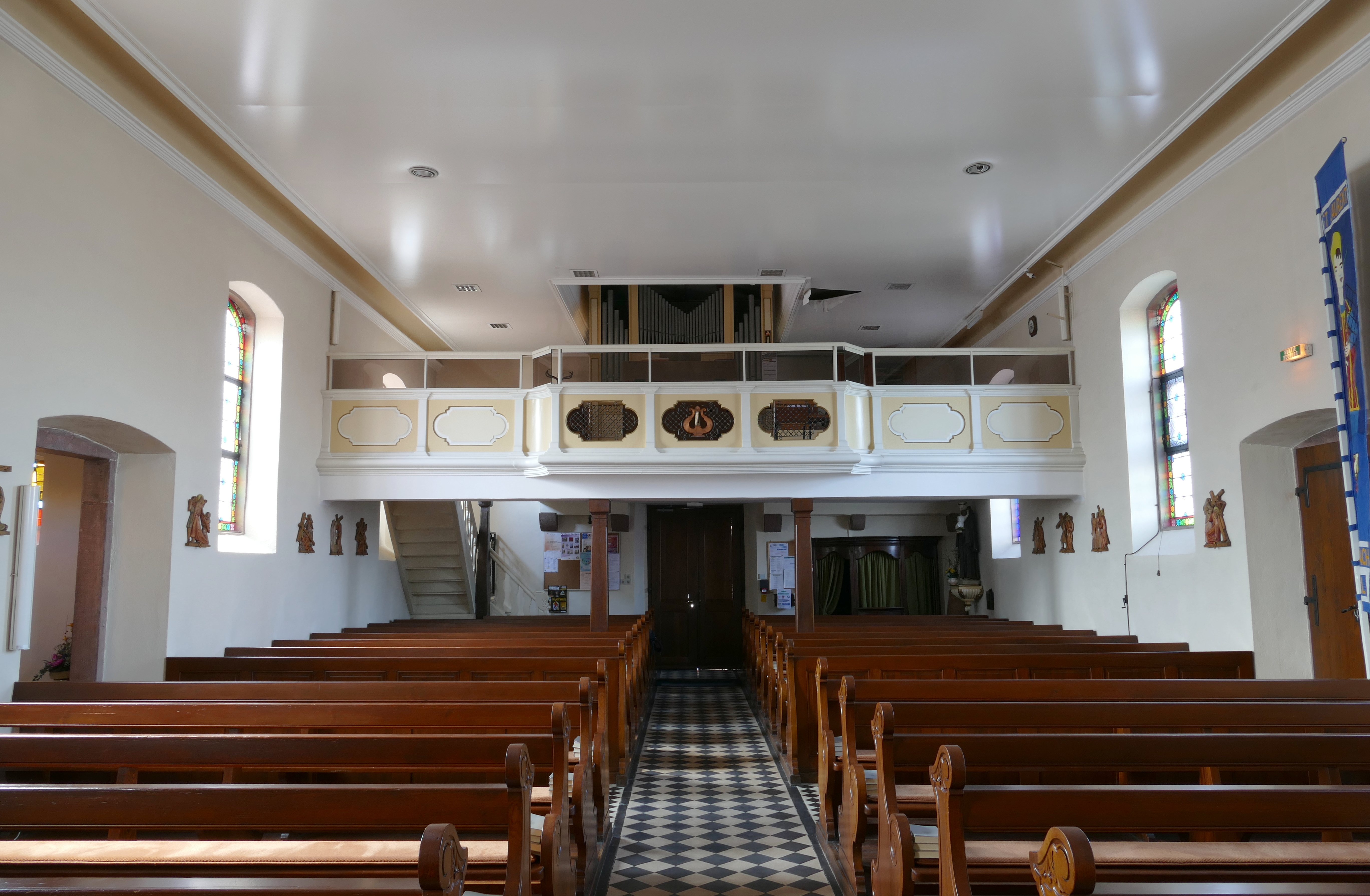
Vue intérieure de la nef vers la tribune d'orgue.
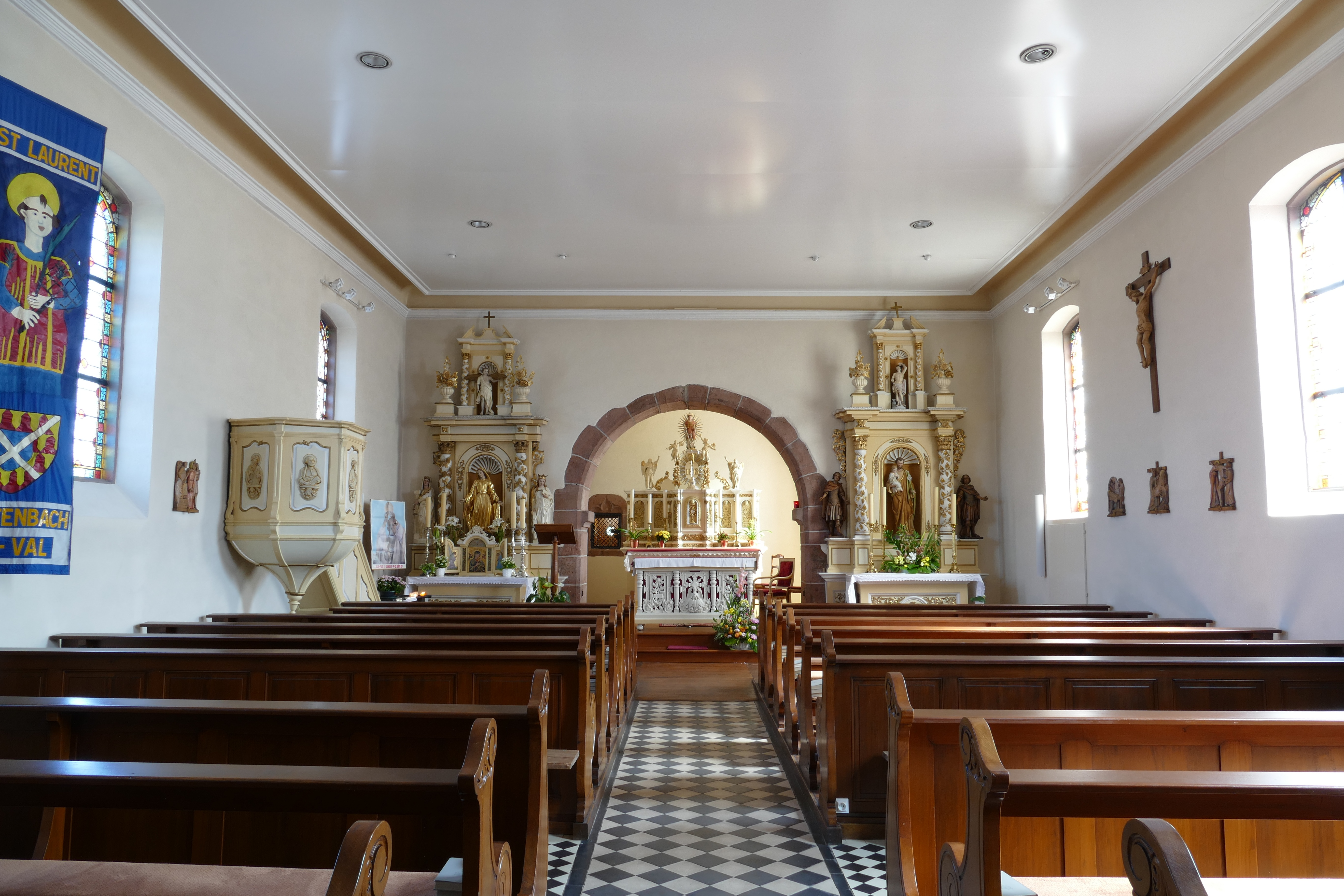
Vue intérieure de la nef vers le chœur.
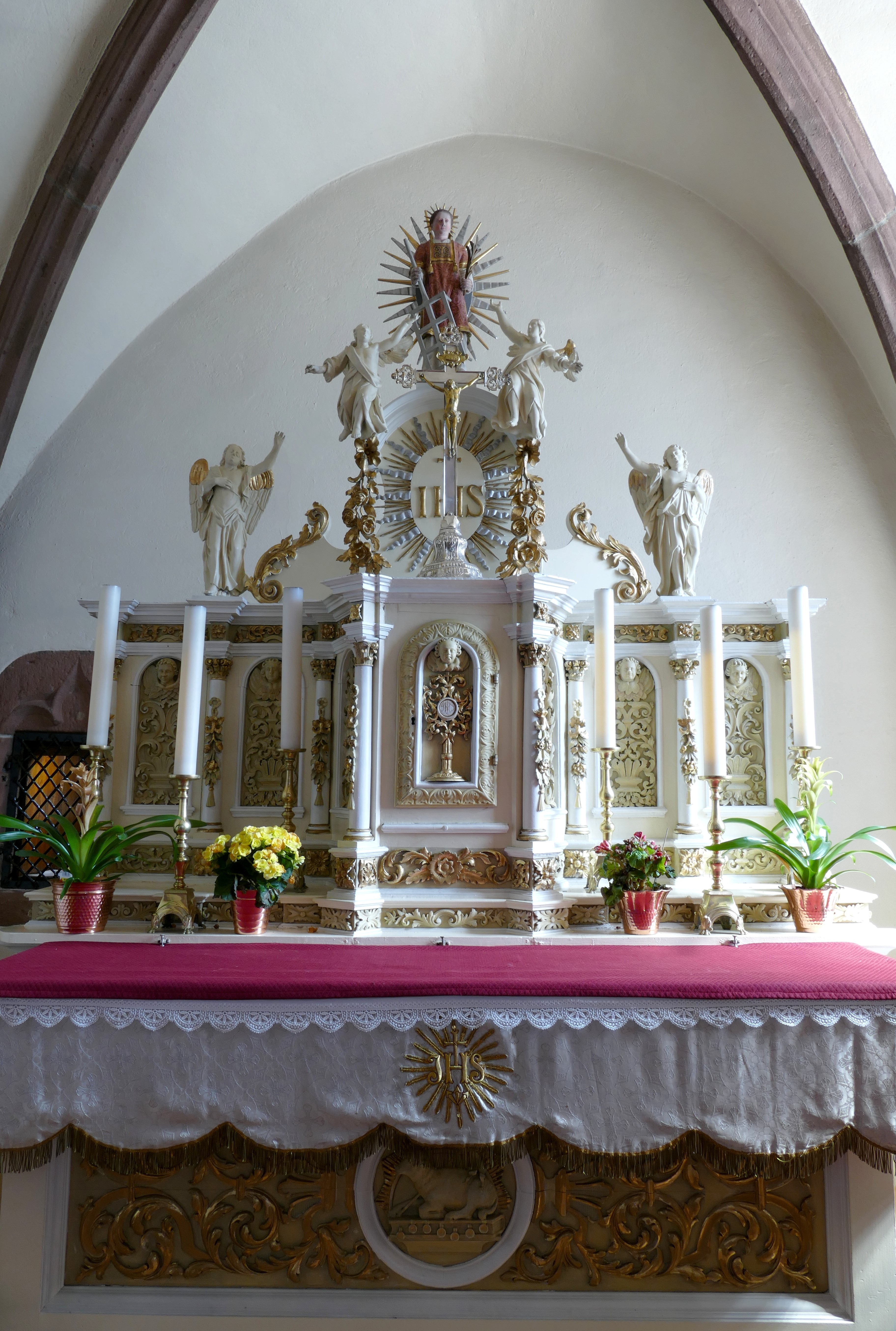
Maître-autel (XVIIIe).
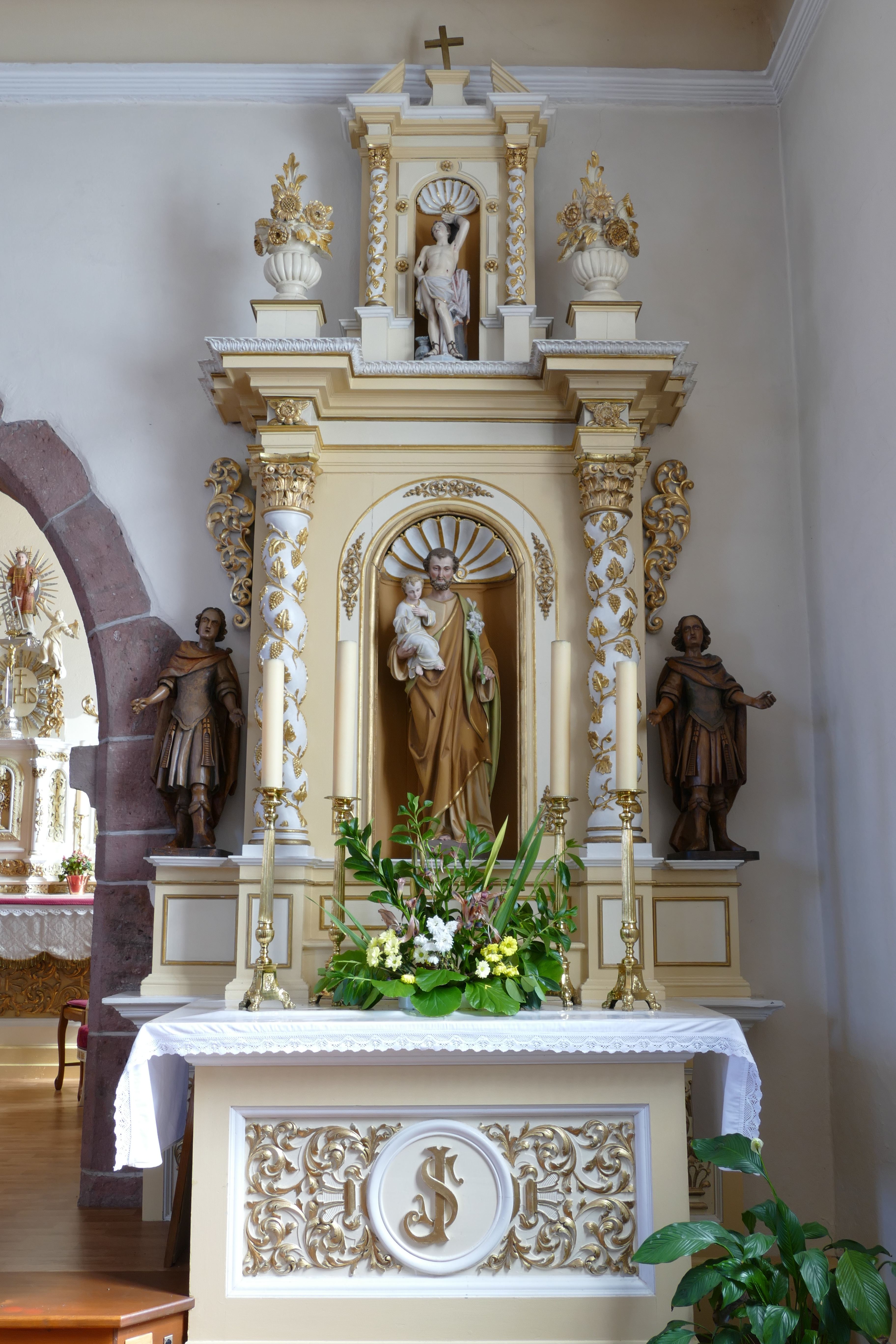
Autel de saint Joseph (XVIIIe-XIXe).

#### Chapelle

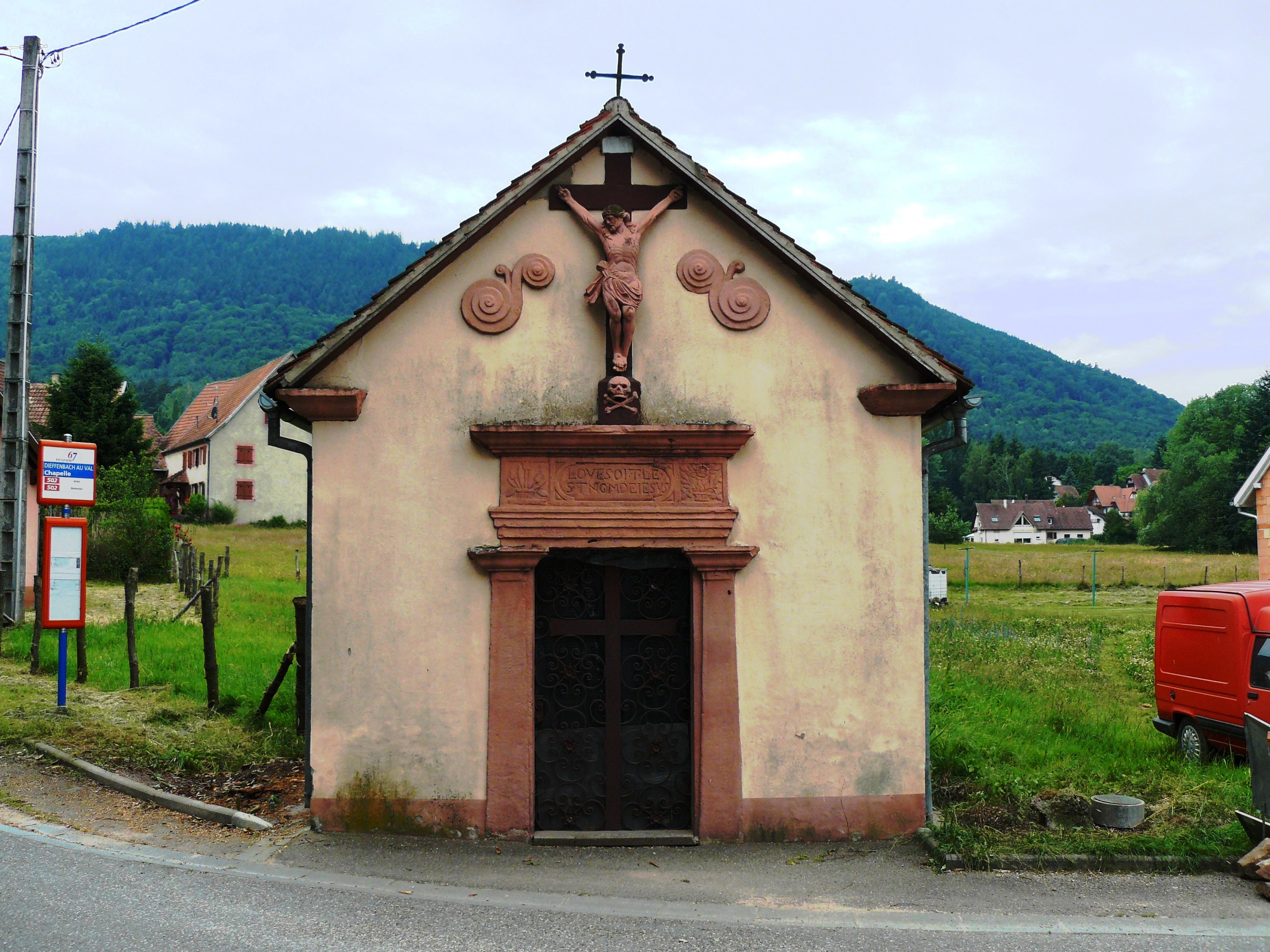
Petite chapelle privée à Dieffenbach-au-Val.

Il s'agit d'une chapelle privée  reconstruite en 1833, située au bord de la route à l'entrée du village de Dieffenbach-au-Val, au carrefour de la route de Neubois et Neuve-Église et de la rue de l'Altenberg. Cette chapelle est située sur un ancien emplacement dont la date incrustée dans le mur arrière, 1771, rappelle le souvenir. Elle a été endommagée au début du XXe siècle par un taureau furieux, puis reconstruite en 1975 par une famille du village.

#### Chapelle de Nazareth
Construite en 1970 au-dessus du village à l'intérieur des bois sous la prêtrise du curé Rodet.

#### Architecture
Les maisons d'habitation sont reliées entre elles par un réseau de rues tortueuses qui forment une toile d'araignée. C'est un village verger. Le village est encore occupé de nos jours par d'anciennes fermes dont le logis est formé par deux étages, coiffé d'un imposant pignon droit. La plus ancienne maison de ce type se trouve au n°17 du chemin de Hirtzelbach. C'est une ferme traditionnelle qui est située parallèlement à la rue. La porte d'entrée du logis est mise en valeur par un encadrement très haut et très massif, orné de moulures et présentant, taillées en méplat dans une cartouche rectangulaire, la date de construction : 1698 ainsi que les initiales du propriétaire : I.T. Sur le linteau cintré de la porte de grange a été gravée en creux une petite croix latine. Dans le village on note la présence d'autres maisons d'habitation des XVIIIe et XIXe siècles sur lesquelles on relève les initiales des occupants et l'année de construction et des symboles religieux ou professionnels.

### Galerie

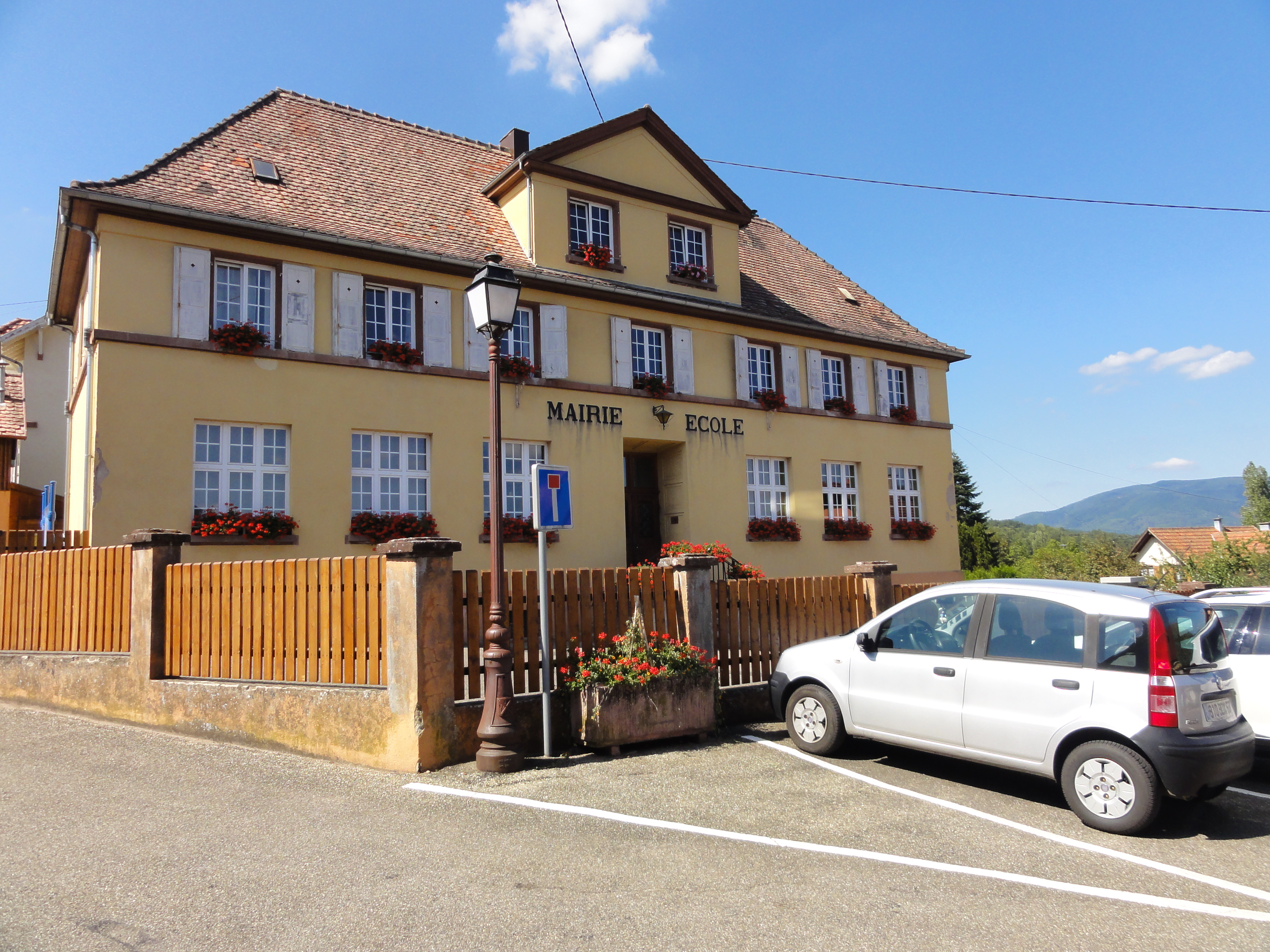
Mairie de Dieffenbach-au-Val.
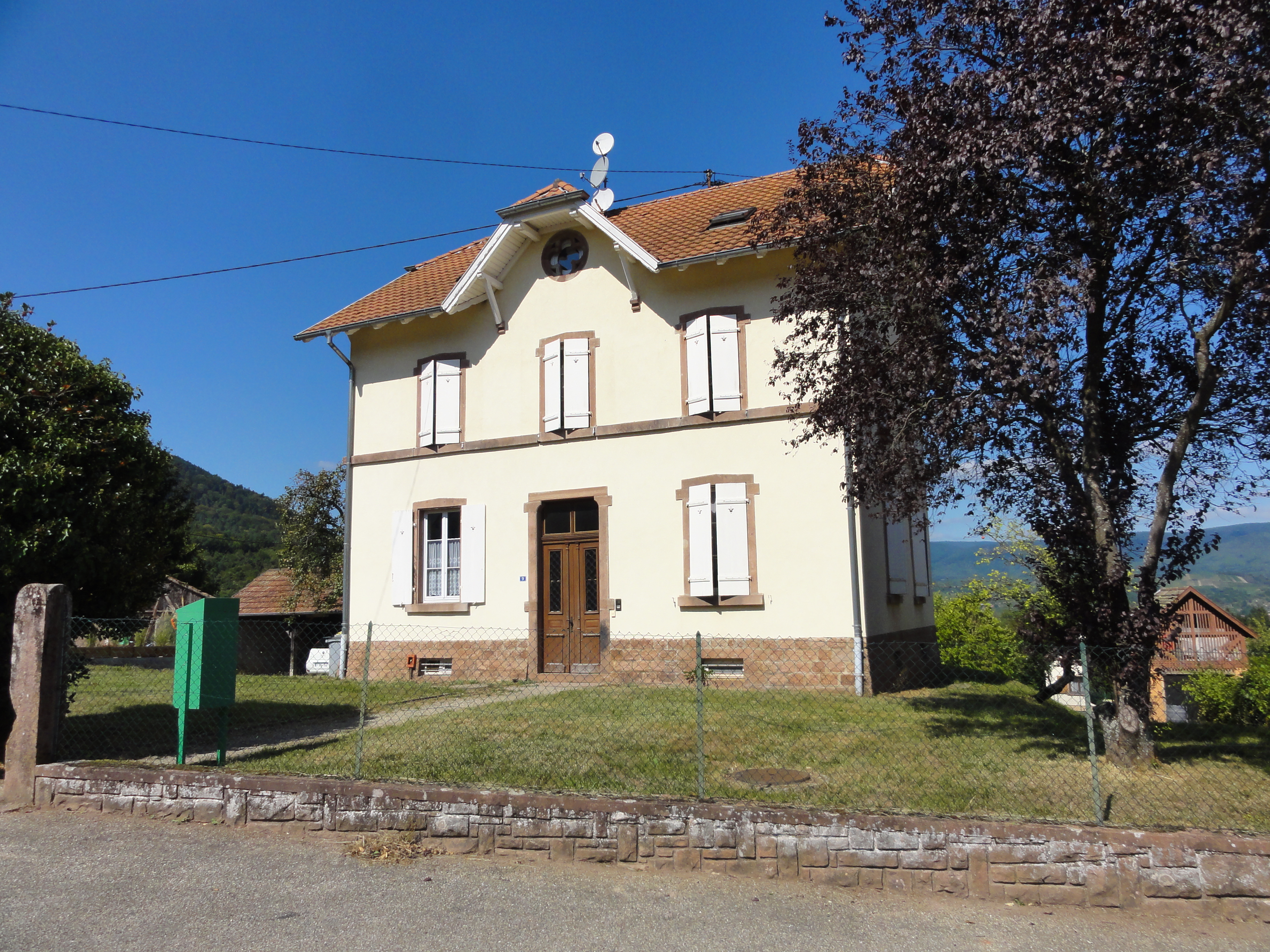
Presbytère (1898), 9 rue du Frankenbourg.
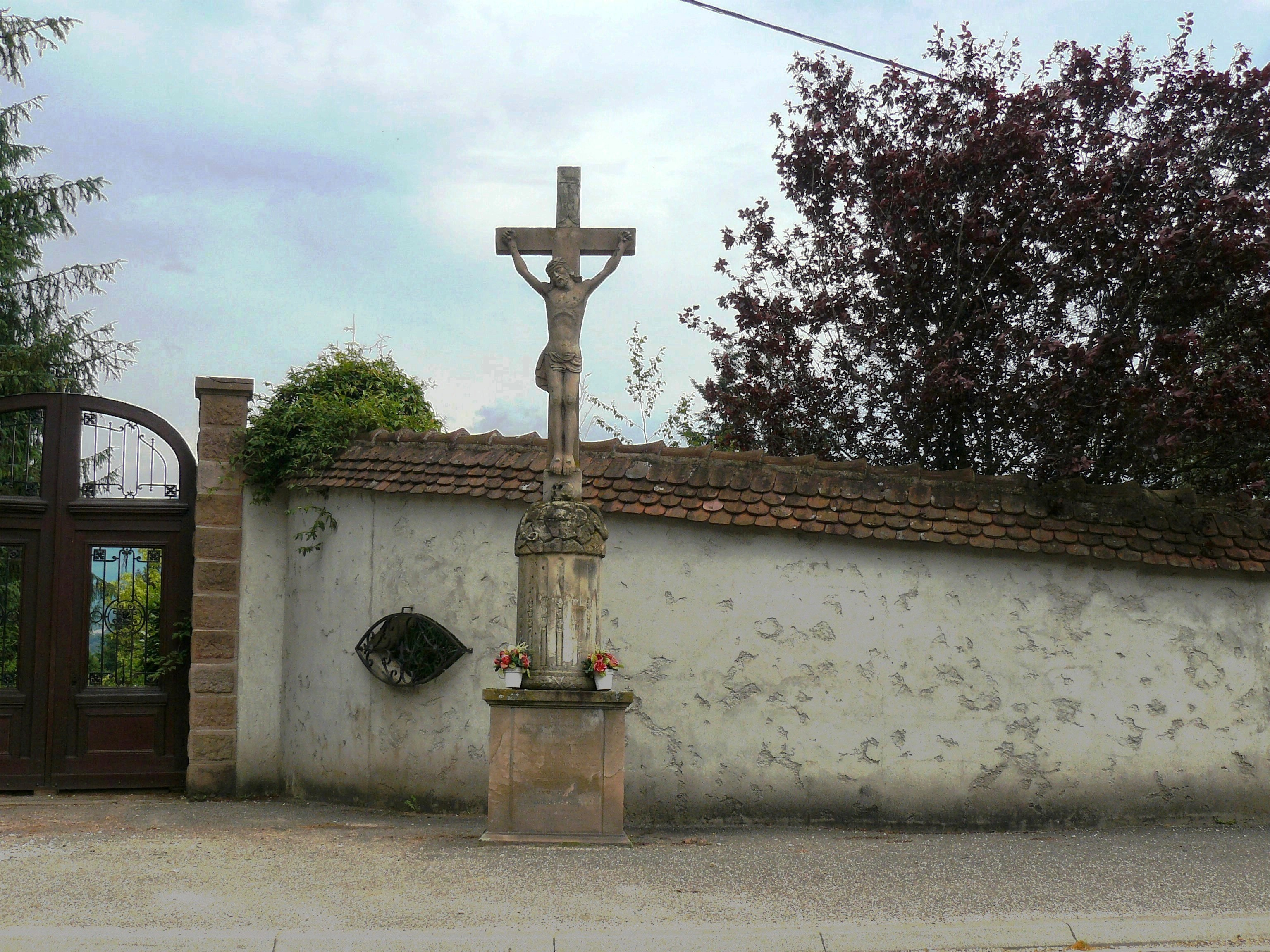
Croix-borne de 1751 au lieu-dit Roschmatten.
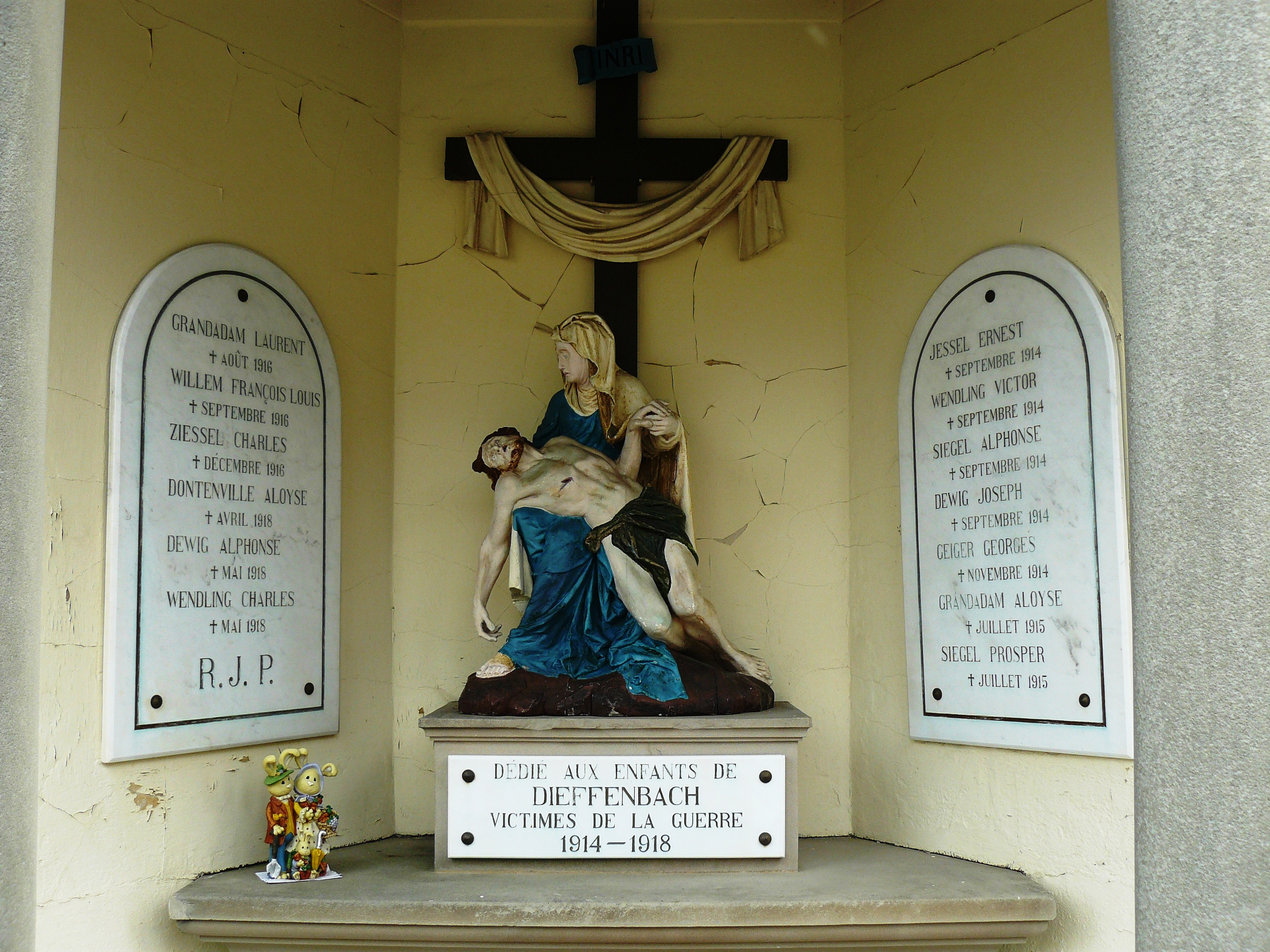
Monument aux morts de Dieffenbach-au-Val.
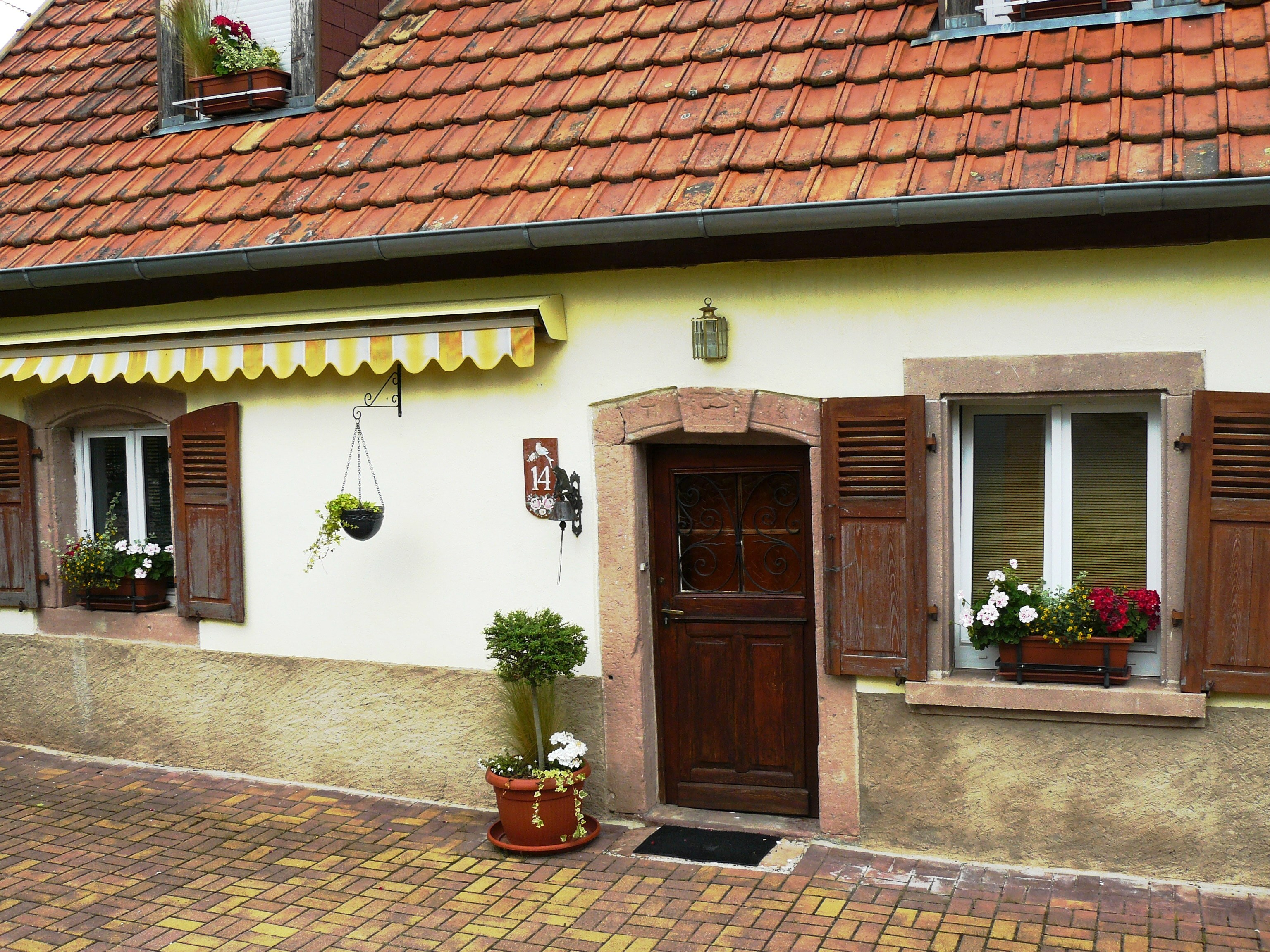
Habitat traditionnel du Val de Villé.

### Personnalités liées à la commune
- Hervé Martin (1948), journaliste[réf. nécessaire]

### Héraldique
| Blason de Dieffenbach-au-Val | Blason  | Vairé d'or et de gueules de quatre tires, à l'écuson d'azur, au sautoir d'argent brochant sur le tout. |
| Blason de Dieffenbach-au-Val | Détails | |